# Wannanosaurus
Wannanosaurus (có nghĩa là "thằn lằn An Huy", theo tên khu vực phát hiện) là một chi khủng long thuộc nhóm Pachycephalosauria sống vào thời tầng Champagne của Creta muộn tại thành hệ Xiaoyan, chừng 80 triệu năm trước (mya) ở nơi ngày nay là An Huy, Trung Quốc. Loài điển hình, Wannanosaurus rex, được mô tả năm 1977.